# Clusia salvinii
Clusia salvinii là một loài thực vật có hoa trong họ Bứa. Loài này được Donn.Sm. mô tả khoa học đầu tiên năm 1903.